# Sea Shadow (IX-529)
Le Sea Shadow (IX-529) est un ancien navire furtif expérimental conçu par le Defense Advanced Research Projects Agency (DARPA), l’US Navy et Lockheed. Il est construit en 1985 par Lockheed, qui l'a testé pour le compte de l’US Navy. Il est mis à la casse en 2012.
Il est parfois nommé USS Sea Shadow, mais comme il n'a jamais été mis en service dans la marine militaire américaine, cette appellation est erronée bien qu'il apparaisse dans le Naval Vessel Register, le registre des navires de l’US Navy. 
Son concept a inspiré la création d'un navire à l'apparence semblable, mais en plus grand, dans Demain ne meurt jamais, film de la saga James Bond sorti en 1997.

## Développement
Le Sea Shadow est construit en 1985 et utilisé en secret jusqu'à son dévoilement public au début de 1993. Il sert à tester les applications navales de technologies furtives. Il permet de valider la possibilité qu'un navire de guerre soit manœuvré par peu d'hommes dans un environnement automatisé. Le navire est développé par la Defense Advanced Research Projects Agency (DARPA), l’US Navy et Lockheed. Il a été construit et testé dans le Hughes Mining Barge (en) (HMB-1) de Lockheed, un navire servant de cale sèche situé à Redwood City en Californie.
Le Sea Shadow a été révélé au public en 1993. Il était alors rattaché à la base navale de San Diego en Californie jusqu'en septembre 2006. Il a ensuite été rattaché avec la Hughes Mining Barge (en) (HMB-1) à la National Defense Reserve Fleet à Benicia au nord de la baie de San Francisco, toujours en Californie.

## Description sommaire
Le Sea Shadow est un Small Waterplane Area Twin Hull ou SWATH, c'est-à-dire un navire motorisé catamaran à deux coques profondément immergées. La plateforme centrale est reliée aux coques immergées par des jonctions minces au niveau de la flottaison. Cette structure permet au navire de maintenir sa stabilité jusqu'à l'état de la mer 6 (« mer très forte », vagues pouvant mesurer de 4 à 6 mètres de haut).
La forme de la superstructure a été parfois comparée à la casemate du cuirassé-bélier CSS Virginia utilisé lors de la guerre de Sécession.
Les T-AGOS, navires océanographiques de classe 19 et 23, ont hérité de la méthode de stabilisation pour faciliter leurs missions d'observation sensibles à la stabilité.
Le Sea Shadow contient 12 couchettes et une cuisine minimale (avec un four micro-ondes, un réfrigérateur et une table). Il n'a jamais été destiné à être opérationnel et n'a jamais été mis en service, même s'il est inscrit au Naval Vessel Register.
Le navire a été révélé au public en 1993, et stationné à la base navale de San Diego jusqu'en septembre 2006, quand il a été transféré avec la Hughes Mining Barge (HMB-1) à la flotte de réserve de Suisun Bay à Benicia, en Californie. Jusqu'en 2006, Lockheed Martin en a assuré l'entretien et l'exploitation pour l'US Navy. Les navires étaient disponibles pour don à un musée maritime.
En 2006, l’US Navy propose le Sea Shadow au plus offrant,. Devant le peu d'intérêt suscité par l'offre initiale, il est inscrit sur le site de ventes aux enchères de l' Administration fédérale américaine des services généraux 
gsaauctions.gov pour y être vendu aux fins de destruction. Le gouvernement américain exige de l'acheteur qu’il n’utilise pas le vaisseau et qu’il le détruise. Le bateau est vendu en 2012 et il est entièrement démantelé, la même année, par la société Bay Ship.

## Dans la culture
Une version agrandie et « améliorée » du Sea Shadow est utilisée dans le film Demain ne meurt jamais, où il attaque et coule un navire militaire britannique, le Devonshire. Il sera plus tard détruit.
Dans le jeu vidéo Nuclear Strike sur Playstation 1, l'hélicoptère piloté par le joueur décolle du Sea Shadow.